# کرایووا
شهر کرایووا (به رومانیایی: Craiova) در شهرستان دول در کشور رومانی واقع شده‌است. جمعیت این شهر ۳۰۲٬۶۰۱ نفر  است. در ارتفاع ۱۰۰ متر از سطح دریا واقع شده‌است.

## نگارخانه

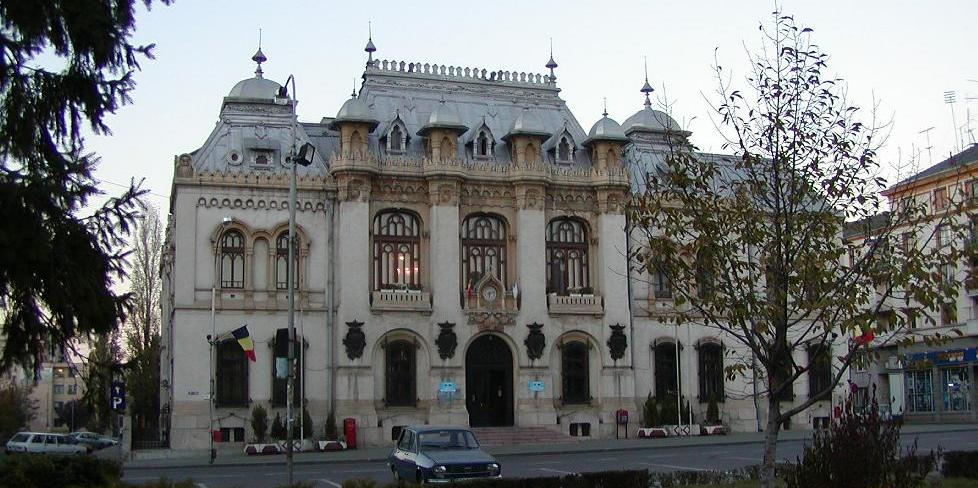
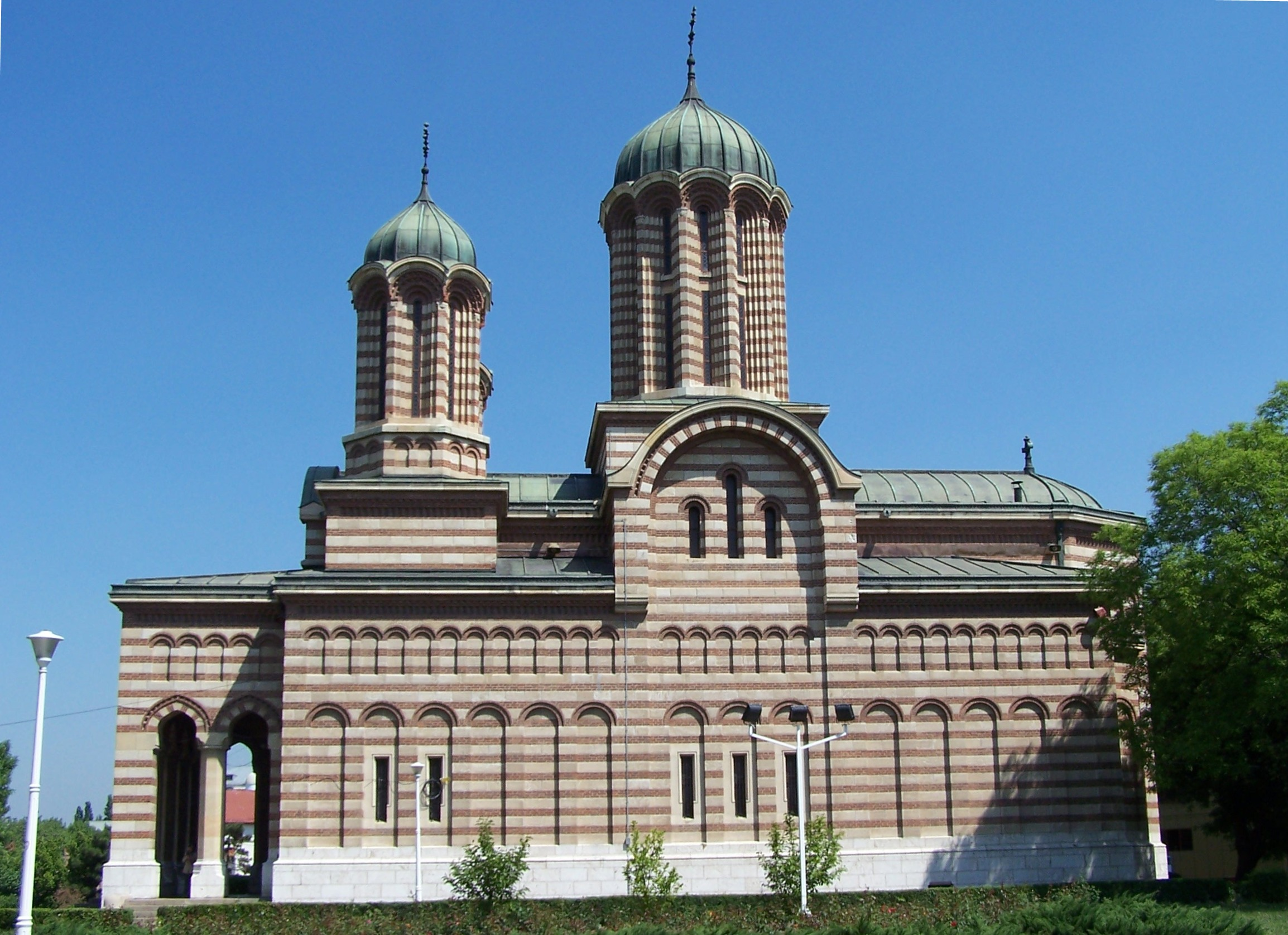
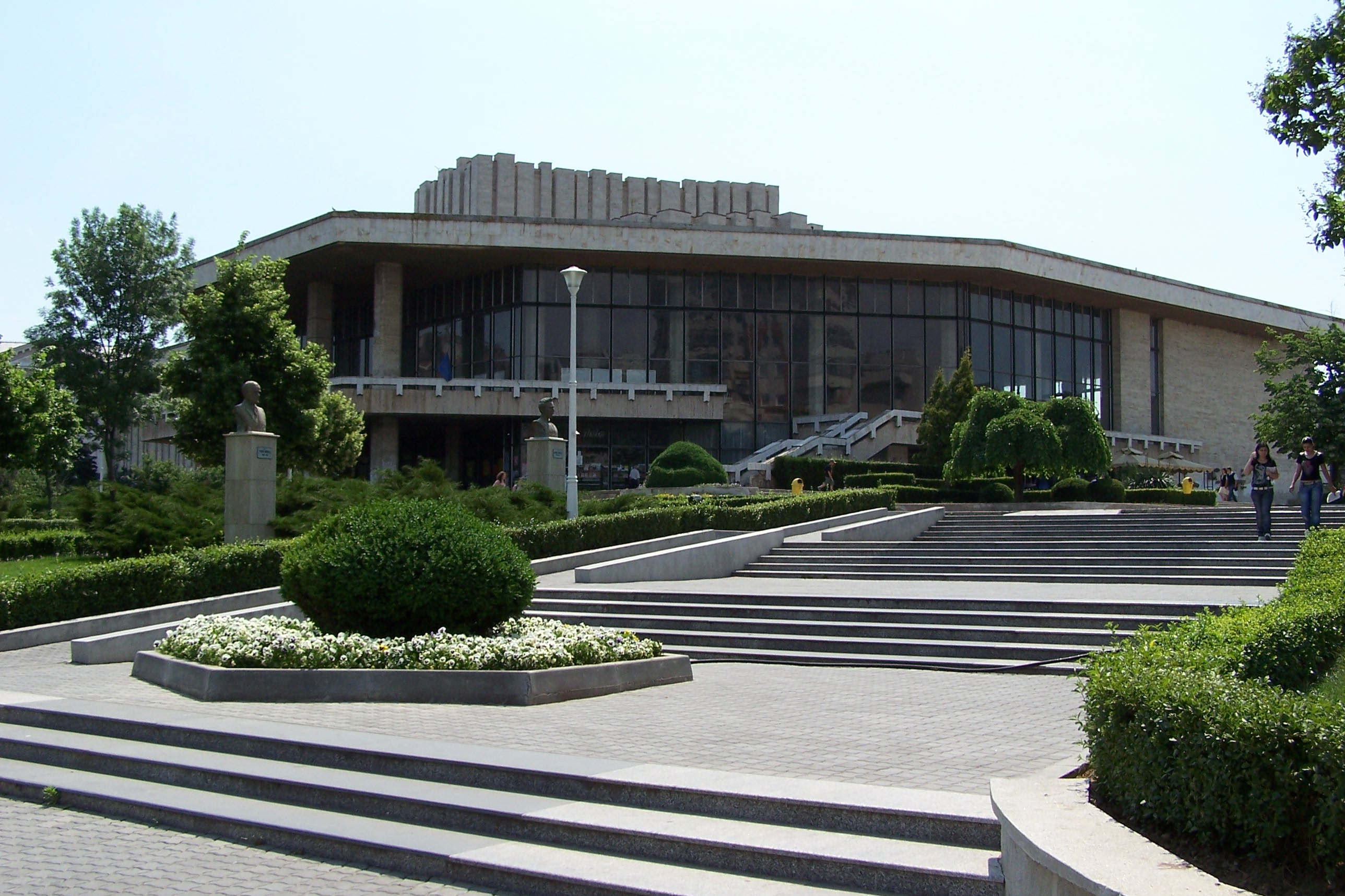
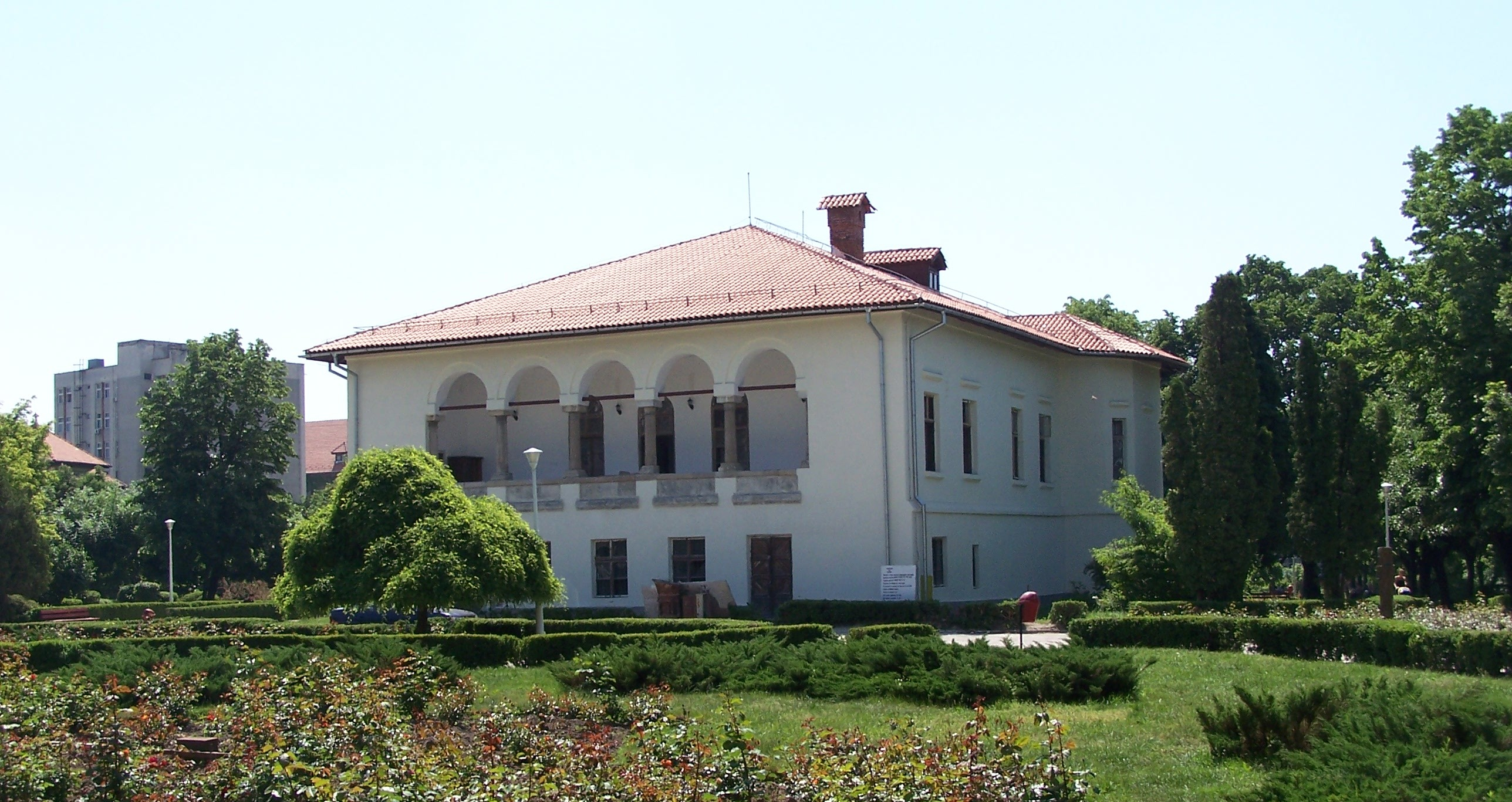
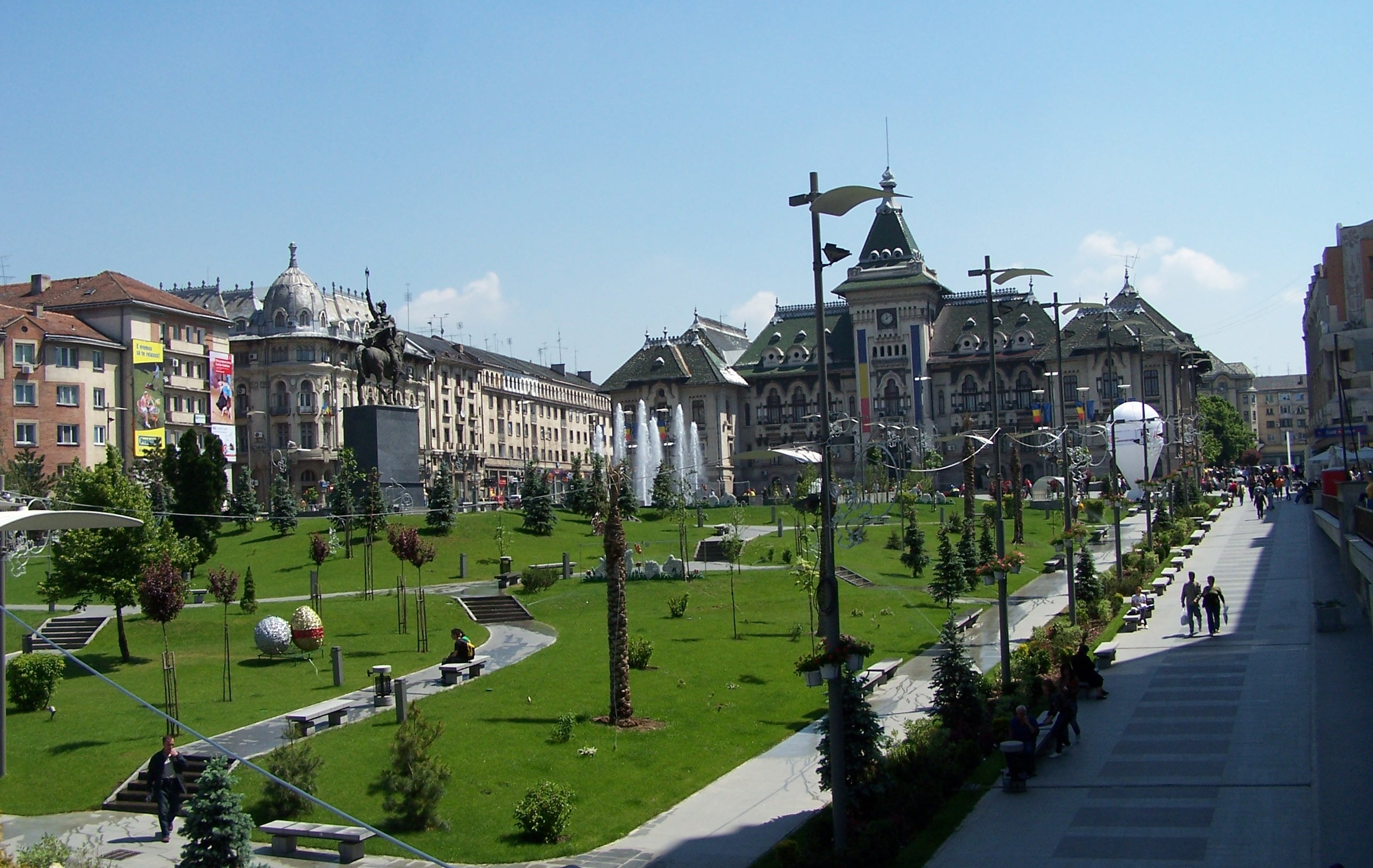
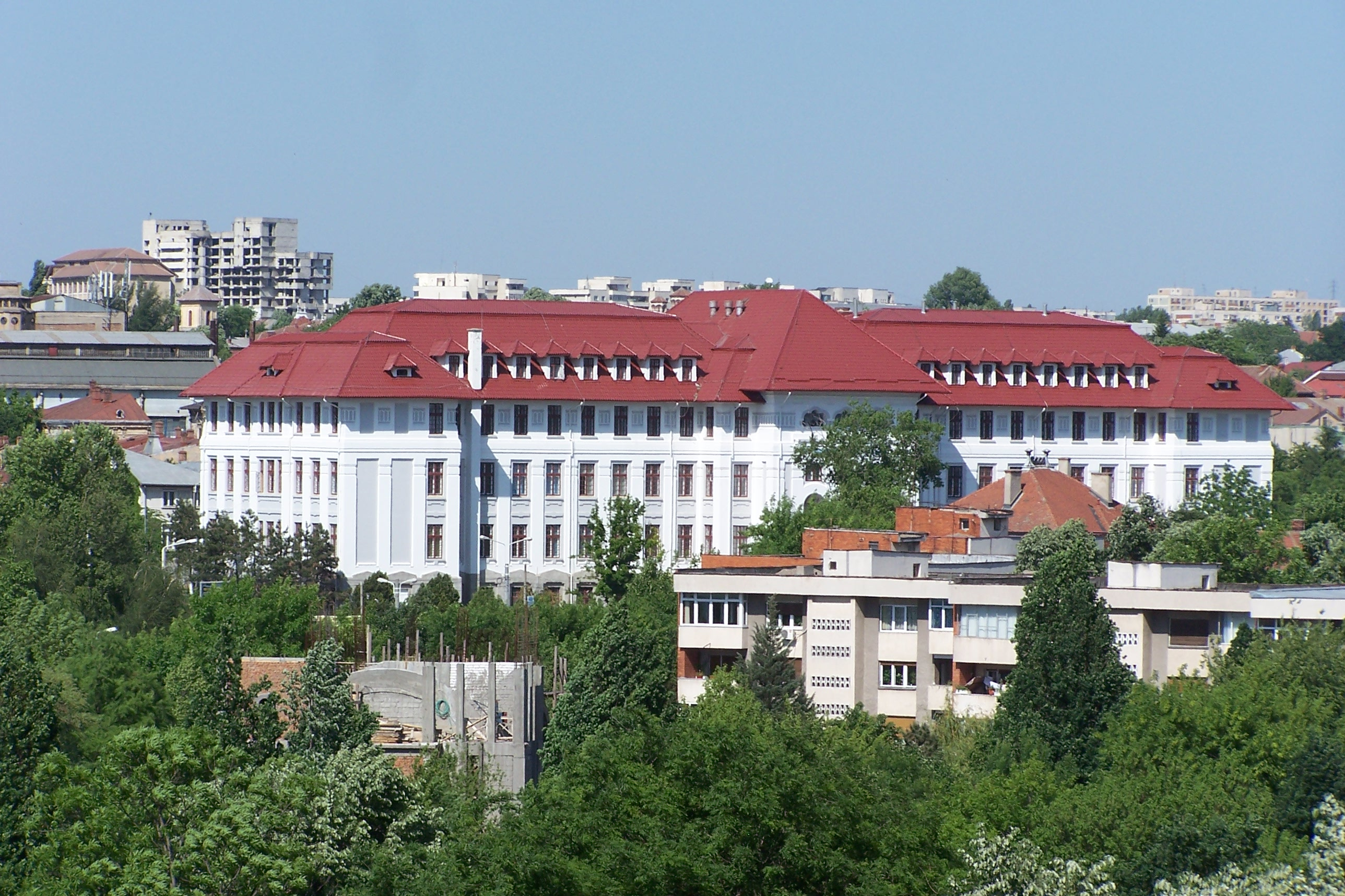
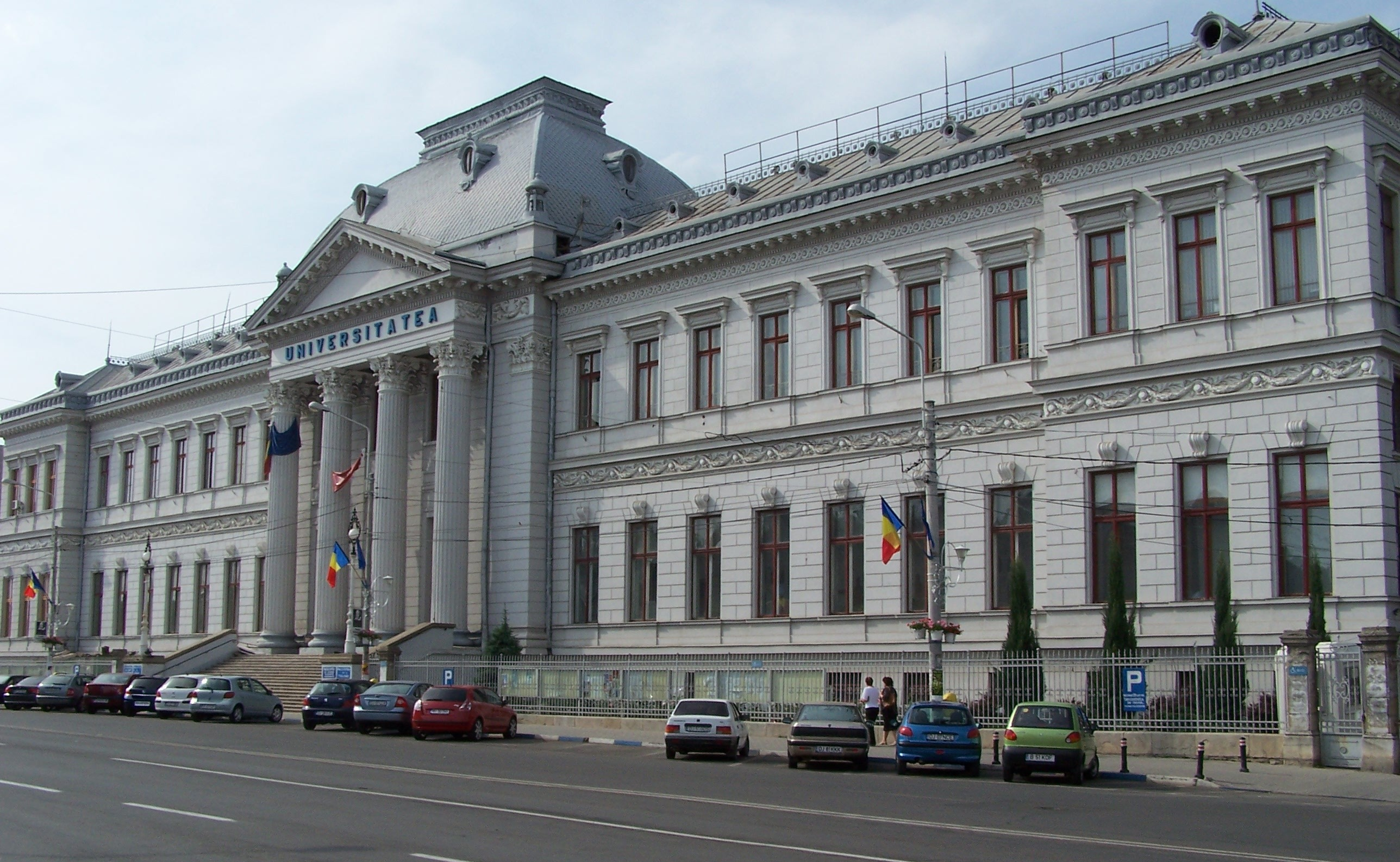
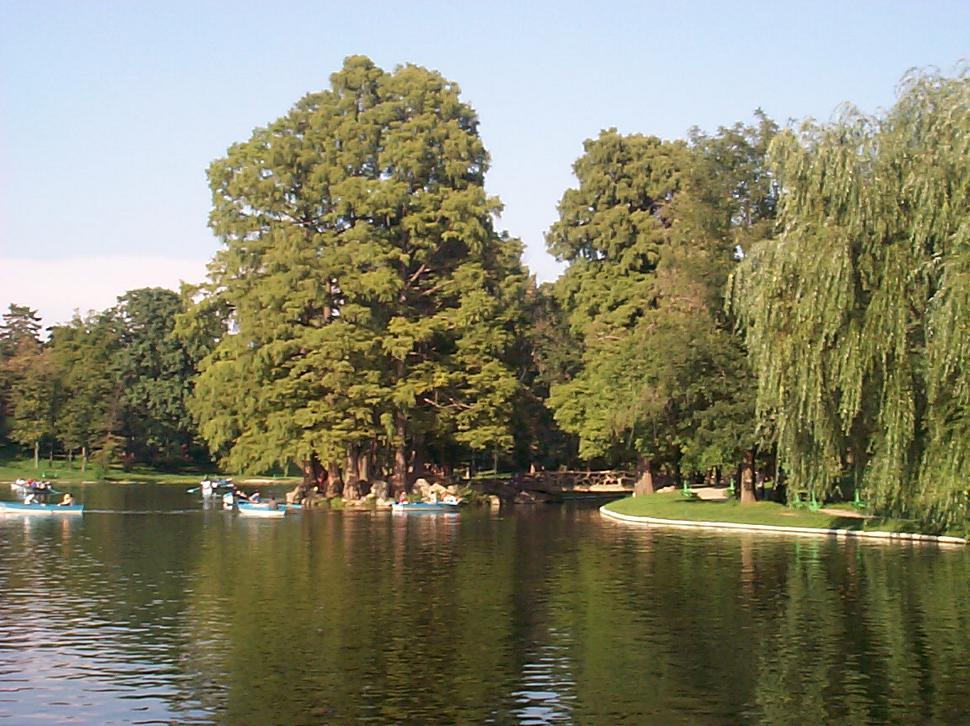